# Pete Kozachik
Pete Kozachik (* 28. März 1951 in Michigan; † 12. September 2023 in Carmel-by-the-Sea, Kalifornien) war ein US-amerikanischer Kameramann.
Pete Kozachik wurde nach dem Besuch der University of Arizona als Kameramann tätig. Nach einigen Jahren Tätigkeit bei lokalen Fernsehstationen spezialisierte er sich auf das Filmen von Modell-Trickaufnahmen, welches er Mitte der 1980er Jahre begann. 1994 wurde er für seine Kameraarbeit bei dem Stop-Motion-Film Nightmare Before Christmas für den Oscar für die besten visuellen Effekte nominiert.
Er starb am 12. September 2023 im Alter von 72 Jahren in Carmel.

## Filmografie (Auswahl)
- 1986: Howard – Ein tierischer Held (Howard the Duck)
- 1987: Die Reise ins Ich (Innerspace)
- 1988: Willow
- 1993: RoboCop 3
- 1993: Nightmare Before Christmas (The Nightmare Before Christmas)
- 1996: James und der Riesenpfirsich (James and the Giant Peach)
- 1997: Starship Troopers
- 2001: Evolution
- 2002: Star Wars: Episode II – Angriff der Klonkrieger (Star Wars: Episode II – Attack of the Clones)
- 2005: Corpse Bride – Hochzeit mit einer Leiche (Tim Burton’s Corpse Bride)
- 2009: Coraline